# .bd
.bd és l'actual domini de primer nivell territorial (ccTLD) de Bangladesh. Actiu des de 1999, és administrat pel Ministeri de Correu i Telecomunicacions de Bangladesh. Els registres només es poden fer al tercer nivell, sota un subdomini de segon nivell (.com, .edu, .ac, net, .gov, .org, i .mil).